# Mistrzostwa Świata w Piłce Siatkowej Mężczyzn 2014 (składy)
Artykuł grupuje składy wszystkich reprezentacji narodowych w piłce siatkowej, które wystąpiły w Mistrzostwach Świata w Piłce Siatkowej Mężczyzn 2014.
- Przynależność klubowa i wiek na 30 sierpnia 2014
- Zawodnicy oznaczeni  to kapitanowie reprezentacji.
- Legenda:
A – atakujący
L – libero
P – przyjmujący
R – rozgrywający
Ś – środkowy
U – uniwersalny

## Argentyna
- Trener: Julio Velasco
- Asystent trenera: Julián Alvares

| Numer | Imię i nazwisko             | Data urodzenia (wiek)       | Wzrost (cm) | Klub                              | Pozycja |
| ----- | --------------------------- | --------------------------- | ----------- | --------------------------------- | ------- |
| 1     | Santiago Darraidou          | 24 listopada 1980(dts) (33) | 194         | Sarmiento Texites Santana         | P       |
| 2     | Javier Filardi              | 7 lutego 1980(dts) (34)     | 190         | UPCN Vóley Club                   | P       |
| 3     | Gustavo Federico Porporatto | 7 maja 1981(dts) (33)       | 199         | La Union de Formosa               | Ś       |
| 4     | Sebastian Garrocq           | 27 listopada 1979(dts) (34) | 170         | UPCN Vóley Club                   | L       |
| 5     | Nicolás Uriarte             | 21 marca 1990(dts) (24)     | 192         | Skra Bełchatów                    | R       |
| 7     | Facundo Conte               | 25 sierpnia 1989(dts) (25)  | 198         | Skra Bełchatów                    | P       |
| 9     | Rodrigo Quiroga             | 23 marca 1987(dts) (27)     | 190         | Volei Brasil Centro de Excelencia | P       |
| 10    | José Luis González          | 27 grudnia 1984(dts) (29)   | 206         | BBTS Bielsko-Biała                | A       |
| 11    | Sebastián Solé              | 12 czerwca 1991(dts) (23)   | 202         | Trentino Volley                   | Ś       |
| 14    | Pablo Crer                  | 12 czerwca 1989(dts) (25)   | 205         | Callipo Sport                     | Ś       |
| 15    | Luciano De Cecco            | 2 czerwca 1988(dts) (26)    | 194         | Copra Elior Piacenza              | R       |
| 16    | Martín Ramos                | 26 sierpnia 1991(dts) (23)  | 197         | UPCN Vóley Club                   | Ś       |
| 20    | Alejandro Toro              | 20 lipca 1989(dts) (25)     | 190         | Lomas Volley                      | P       |
| 21    | Sebastián Closter           | 13 maja 1989(dts) (25)      | 180         | Drean Bolivar                     | L       |

## Australia
- Trener: Jon Uriarte
- Asystent trenera: Daniel Ilott

| Numer | Imię i nazwisko       | Data urodzenia (wiek)       | Wzrost (cm) | Klub                          | Pozycja |
| ----- | --------------------- | --------------------------- | ----------- | ----------------------------- | ------- |
| 1     | Aidan Zingel          | 19 listopada 1990(dts) (23) | 207         | Blu Volley Werona             | Ś       |
| 3     | Nathan Roberts        | 17 lutego 1986(dts) (28)    | 199         | Pallavolo Lugano              | P       |
| 5     | Travis Passier        | 26 kwietnia 1989(dts) (25)  | 206         | Australian Institute of Sport | Ś       |
| 6     | Thomas Edgar          | 21 czerwca 1989(dts) (25)   | 212         | Gumi LIG Insurance Greaters   | A       |
| 7     | Harrison Peacock      | 31 stycznia 1991(dts) (23)  | 192         | Australian Institute of Sport | R       |
| 9     | Adam White            | 8 listopada 1989(dts) (24)  | 203         | Blu Volley Werona             | A       |
| 11    | Luke Perry            | 20 listopada 1995(dts) (18) | 180         | Australian Institute of Sport | L       |
| 12    | Nehemiah Mote         | 21 czerwca 1993(dts) (21)   | 204         | Australian Institute of Sport | Ś       |
| 14    | Greg Sukochev         | 18 lutego 1988(dts) (26)    | 196         | RTU/Robežsardze               | R       |
| 15    | Thomas Douglas-Powell | 16 września 1992(dts) (21)  | 194         | University of Winnipeg        | P       |
| 16    | Luke Smith            | 30 sierpnia 1990(dts) (24)  | 204         | VO Przybram                   | A       |
| 17    | Paul Carroll          | 16 maja 1986(dts) (28)      | 207         | SCC Berlin                    | A       |

## Belgia
- Trener: Dominique Baeyens
- Asystent trenera: Christophe Achten

| Numer | Imię i nazwisko      | Data urodzenia (wiek)         | Wzrost (cm) | Klub                         | Pozycja |
| ----- | -------------------- | ----------------------------- | ----------- | ---------------------------- | ------- |
| 1     | Bram van den Dries   | 14 sierpnia 1989(dts) (25)    | 206         | Beauvais Oise UC             | A       |
| 2     | Hendrik Tuerlinckx   | 1 grudnia 1987(dts) (26)      | 195         | Knack Randstad Roeselare     | A       |
| 3     | Sam Deroo            | 29 kwietnia 1992(dts) (22)    | 202         | Blu Volley Werona            | P       |
| 4     | Pieter Coolman       | 24 kwietnia 1989(dts) (25)    | 200         | Knack Randstad Roeselare     | Ś       |
| 5     | Frank Depestele      | 3 września 1977(dts) (36)     | 191         | Beauvais Oise UC             | R       |
| 6     | Stijn Dejonckheere   | 21 stycznia 1988(dts) (26)    | 184         | Knack Randstad Roeselare     | L       |
| 7     | Gertjan Claes        | 30 marca 1985(dts) (29)       | 190         | Knack Randstad Roeselare     | P       |
| 8     | Kévin Klinkenberg    | 4 października 1990(dts) (23) | 198         | Tours VB                     | P       |
| 9     | Pieter Verhees       | 8 grudnia 1989(dts) (24)      | 205         | Pallavolo Modena             | Ś       |
| 10    | Simon Van De Voorde  | 19 grudnia 1989(dts) (24)     | 208         | Andreoli Latina              | Ś       |
| 11    | Matthijs Verhanneman | 8 grudnia 1988(dts) (25)      | 198         | Knack Randstad Roeselare     | P       |
| 12    | Gert van Walle       | 7 sierpnia 1987(dts) (27)     | 197         | Altotevere Città di Castello | A       |
| 14    | Bert Derkoningen     | 10 lipca 1982(dts) (32)       | 189         | Noliko Maaseik               | L       |
| 16    | Matthias Valkiers    | 8 kwietnia 1990(dts) (24)     | 198         | Noliko Maaseik               | R       |

## Brazylia
- Trener: Bernardo Rezende
- Asystent trenera: Roberley Leonaldo

| Numer | Imię i nazwisko            | Data urodzenia (wiek)          | Wzrost (cm) | Klub                | Pozycja |
| ----- | -------------------------- | ------------------------------ | ----------- | ------------------- | ------- |
| 1     | Bruno Rezende              | 2 lipca 1986(dts) (28)         | 190         | Casa Modena         | R       |
| 3     | Éder Carbonera             | 19 października 1983(dts) (30) | 204         | Sada Cruzeiro Vôlei | Ś       |
| 4     | Wallace de Souza           | 26 czerwca 1987(dts) (27)      | 198         | Sada Cruzeiro Vôlei | A       |
| 5     | Sidnei Dos Santos          | 9 lipca 1982(dts) (32)         | 203         | Funvic/Taubaté      | Ś       |
| 6     | Leandro Vissotto Neves     | 30 kwietnia 1983(dts) (31)     | 212         | JT Thunders         | A       |
| 8     | Murilo Endres              | 3 maja 1981(dts) (33)          | 190         | SESI                | P       |
| 9     | Renan Zanatta Buiatti      | 10 stycznia 1990(dts) (24)     | 212         | Robur Rawenna       | A       |
| 10    | Ricardo Lucarelli          | 14 lutego 1992(dts) (22)       | 195         | SESI                | P       |
| 11    | Felipe Lourenço Silva      | 8 grudnia 1988(dts) (25)       | 188         | BMG São Bernardo    | L       |
| 12    | Felipe Luiz Fonteles       | 19 czerwca 1984(dts) (30)      | 196         | Funvic/Taubaté      | P       |
| 16    | Lucas Saatkamp             | 6 marca 1986(dts) (28)         | 209         | SESI                | Ś       |
| 18    | Mauricio Borges Silva      | 4 lutego 1989(dts) (25)        | 199         | Minas Tênis Clube   | P       |
| 19    | Mario Pedreira Junior      | 3 maja 1982(dts) (32)          | 192         | Pallavolo Piacenza  | L       |
| 20    | Raphael Vieira de Oliveira | 14 czerwca 1979(dts) (35)      | 190         | Funvic/Taubaté      | R       |

## Bułgaria
- Trener: Płamen Konstantinow
- Asystent trenera: Alessandro Piroli

| Numer | Imię i nazwisko     | Data urodzenia (wiek)          | Wzrost (cm) | Klub                        | Pozycja |
| ----- | ------------------- | ------------------------------ | ----------- | --------------------------- | ------- |
| 3     | Andrej Żekow        | 12 marca 1980(dts) (34)        | 190         | Tomis Konstanca             | R       |
| 4     | Martin Bożilow      | 11 kwietnia 1988(dts) (26)     | 190         | Marek Junion-Iwkoni Dupnica | L       |
| 5     | Swetosław Gocew     | 31 sierpnia 1990(dts) (23)     | 205         | VfB Friedrichshafen         | Ś       |
| 6     | Danaił Miłuszew     | 3 lutego 1984(dts) (30)        | 200         | Spacer's de Toulouse        | A       |
| 7     | Mirosław Gradinarow | 10 lutego 1985(dts) (29)       | 203         | F.C. Tokyo                  | P       |
| 8     | Todor Skrimow       | 9 stycznia 1990(dts) (24)      | 191         | Andreoli Latina             | P       |
| 9     | Dobromir Dimitrow   | 7 lipca 1991(dts) (23)         | 198         | KVK Gabrowo                 | R       |
| 12    | Wiktor Josifow      | 16 października 1985(dts) (28) | 204         | VfB Friedrichshafen         | Ś       |
| 13    | Teodor Sałparow     | 16 sierpnia 1982(dts) (32)     | 187         | ASUL Lyon Volley            | L       |
| 14    | Teodor Todorow      | 1 września 1989(dts) (24)      | 208         | Gazprom-Jugra Surgut        | Ś       |
| 15    | Todor Aleksiew      | 21 kwietnia 1983(dts) (31)     | 204         | Gazprom-Jugra Surgut        | P       |
| 17    | Nikołaj Penczew     | 22 maja 1992(dts) (22)         | 197         | Resovia                     | P       |
| 19    | Cwetan Sokołow      | 31 grudnia 1989(dts) (24)      | 206         | Halkbank Ankara             | A       |
| 22    | Georgi Seganow      | 10 czerwca 1993(dts) (21)      | 198         | CSKA Sofia                  | R       |

## Chiny
- Trener: Xie Guochen
- Asystent trenera: Yang Liqun

| Numer | Imię i nazwisko | Data urodzenia (wiek)       | Wzrost (cm) | Klub     | Pozycja |
| ----- | --------------- | --------------------------- | ----------- | -------- | ------- |
| 1     | Chen Longhai    | 29 marca 1991(dts) (23)     | 201         | Shanghai |         |
| 3     | Yuan Zhi        | 29 września 1981(dts) (32)  | 195         | Liaoning | P       |
| 6     | Liang Chunlong  | 25 marca 1988(dts) (26)     | 206         | Liaoning | Ś       |
| 7     | Zhong Weijun    | 20 kwietnia 1989(dts) (25)  | 199         | Army     | P       |
| 8     | Cui Jianjun     | 1 sierpnia 1985(dts) (29)   | 190         | Henan    | P       |
| 9     | Jiao Shuai      | 28 stycznia 1984(dts) (30)  | 194         | Henan    | R       |
| 11    | Geng Xin        | 15 listopada 1989(dts) (24) | 208         | Shandong |         |
| 12    | Kong Fanwei     | 4 grudnia 1989(dts) (24)    | 176         | Liaoning | L       |
| 13    | Kou Zhichao     | 26 czerwca 1989(dts) (25)   | 202         | Shandong |         |
| 14    | Xu Jingtao      | 7 lipca 1988(dts) (26)      | 202         | Army     | Ś       |
| 15    | Li Runming      | 1 marca 1990(dts) (24)      | 198         | Shandong | R       |
| 16    | Ren Qi          | 24 lutego 1984(dts) (30)    | 174         | Shanghai | L       |
| 18    | Ji Daoshuai     | 7 lutego 1992(dts) (22)     | 195         | Shandong |         |
| 19    | Fang Yingchao   | 3 sierpnia 1982(dts) (32)   | 198         | Shanghai | P       |

## Egipt
- Trener: Ibrahim Fakhreldin Ibrahim Mohamed
- Asystent trenera: Nehad Mohamed Shehata Shehata

| Numer | Imię i nazwisko          | Data urodzenia (wiek)      | Wzrost (cm) | Klub           | Pozycja |
| ----- | ------------------------ | -------------------------- | ----------- | -------------- | ------- |
| 1     | Saleh Youssef            | 25 lipca 1982(dts) (32)    | 194         | Zamalek SC     | P       |
| 2     | Islam Abdelkader         | 9 lutego 1994(dts) (20)    | 194         | Elgaish        |         |
| 3     | Ahmed El-Sayed           | 14 stycznia 1991(dts) (23) | 184         | Zamalek SC     |         |
| 4     | Ahmad Abd al-Hajj        | 19 sierpnia 1984(dts) (30) | 197         | Galatasaray SK | P       |
| 6     | Mamdouh Abdelrehim       | 5 sierpnia 1989(dts) (25)  | 207         | Al-Ahly SC     | Ś       |
| 8     | Mohamed Thakil           | 12 lipca 1986(dts) (28)    | 184         | Al-Ahly SC     | P       |
| 9     | Rashad Atia              | 2 września 1986(dts) (27)  | 201         | Zamalek SC     |         |
| 12    | Hossam Abdalla           | 16 lutego 1988(dts) (26)   | 203         | Al-Ahly SC     | R       |
| 13    | Mohamed Badawy           | 11 stycznia 1986(dts) (28) | 197         | Zamalek SC     | P       |
| 15    | Ahmed Elkotb             | 23 lipca 1991(dts) (23)    | 197         | Al-Ahly SC     | P       |
| 19    | Mohamed Moawad           | 26 sierpnia 1987(dts) (27) | 194         | Al-Ahly SC     | L       |
| 20    | Abd Elhalim Mohamed Abou | 3 czerwca 1989(dts) (25)   | 210         | Al-Ahly SC     | Ś       |

## Finlandia
- Trener: Tuomas Sammelvuo
- Asystent trenera: Giolito Nicola

| Numer | Imię i nazwisko     | Data urodzenia (wiek)      | Wzrost (cm) | Klub                      | Pozycja |
| ----- | ------------------- | -------------------------- | ----------- | ------------------------- | ------- |
| 2     | Eemi Tervaportti    | 26 lipca 1989(dts) (25)    | 193         | Knack Randstad Roeselare  | R       |
| 3     | Mikko Esko          | 3 września 1978(dts) (35)  | 198         | Gubiernija Niżny Nowogród | R       |
| 4     | Lauri Kerminen      | 18 stycznia 1993(dts) (21) | 182         | UGS Nantes Rezé Métropole | L       |
| 5     | Antti Siltala       | 14 marca 1984(dts) (30)    | 193         | GFCO Ajaccio Volley-Ball  | P/A     |
| 6     | Niklas Seppänen     | 30 czerwca 1993(dts) (21)  | 192         | Kokkolan Tiikerit         | P       |
| 9     | Tommi Siirilä       | 5 sierpnia 1993(dts) (21)  | 203         | Kokkolan Tiikerit         | Ś       |
| 10    | Urpo Sivula         | 15 marca 1988(dts) (26)    | 195         | Arkas Spor Izmir          | U       |
| 11    | Timo Tolvanen       | 8 listopada 1977(dts) (36) | 183         | LEKA Volley               | L       |
| 12    | Olli Kunnari        | 2 lutego 1982(dts) (32)    | 197         | Vammalan Lentopallo       | U       |
| 13    | Mikko Oivanen       | 26 maja 1986(dts) (28)     | 198         | Czarni Radom              | P       |
| 14    | Konstantin Shumov   | 15 lutego 1985(dts) (29)   | 205         | Generali Haching          | Ś       |
| 15    | Matti Oivanen       | 26 maja 1986(dts) (28)     | 198         | Hurrikaani-Loimaa         | Ś       |
| 16    | Olli-Pekka Ojansivu | 31 grudnia 1987(dts) (26)  | 197         | Kokkolan Tiikerit         | P       |
| 18    | Jukka Lehtonen      | 22 lutego 1982(dts) (32)   | 197         | PV Lugano                 | Ś       |

## Francja
- Trener: Laurent Tillie

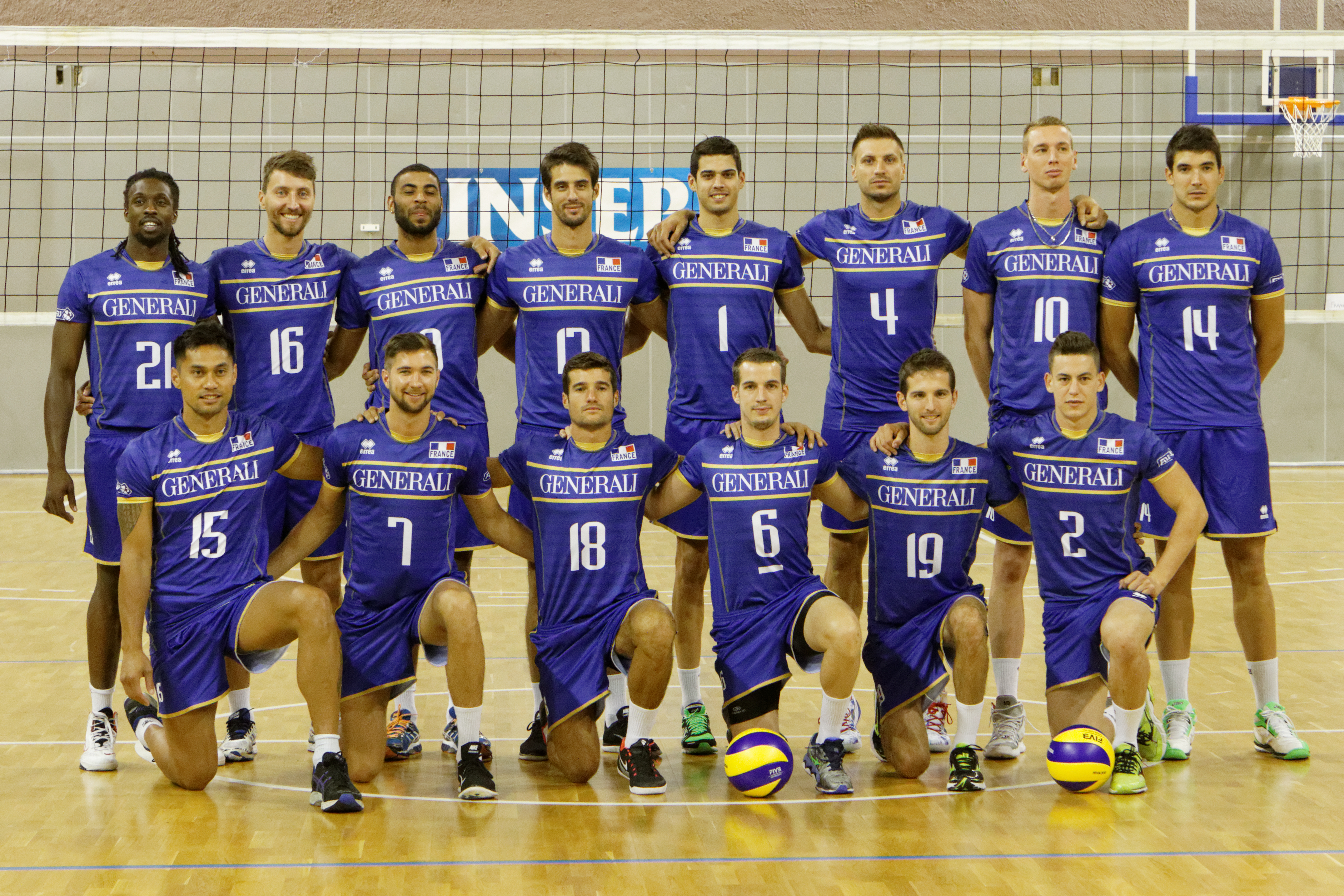
Reprezentacja Francji na Mistrzostwach Świata 2014

- Asystent trenera: Arnaud Josserand

| Numer | Imię i nazwisko   | Data urodzenia (wiek)          | Wzrost (cm) | Klub                         | Pozycja |
| ----- | ----------------- | ------------------------------ | ----------- | ---------------------------- | ------- |
| 1     | Jonas Aguenier    | 28 kwietnia 1992(dts) (22)     | 200         | Nantes Rezé Métropole Volley | Ś       |
| 2     | Jenia Grebennikov | 13 sierpnia 1990(dts) (24)     | 188         | VfB Friedrichshafen          | L       |
| 4     | Antonin Rouzier   | 18 sierpnia 1986(dts) (28)     | 201         | Ziraat Bankası Ankara        | P       |
| 6     | Benjamin Toniutti | 30 października 1989(dts) (24) | 183         | CMC Rawenna                  | R       |
| 7     | Kevin Tillie      | 2 listopada 1990(dts) (23)     | 198         | Arkas Spor Izmir             | P       |
| 9     | Earvin N’Gapeth   | 12 lutego 1991(dts) (23)       | 194         | Casa Modena                  | P       |
| 10    | Kévin Le Roux     | 11 maja 1989(dts) (25)         | 209         | Copra Elior Piacenza         | Ś       |
| 14    | Nicolas Le Goff   | 15 lutego 1992(dts) (22)       | 204         | Montpellier UC               | Ś       |
| 15    | Samuel Tuia       | 24 lipca 1986(dts) (28)        | 195         | Galatasaray Stambuł          | U       |
| 16    | Nicolas Marechal  | 4 marca 1987(dts) (27)         | 198         | Skra Bełchatów               | P       |
| 17    | Franck Lafitte    | 8 marca 1989(dts) (25)         | 203         | Montpellier UC               | Ś       |
| 18    | Yoann Jaumel      | 16 września 1987(dts) (26)     | 181         | GFCA Ajaccio                 | R       |
| 19    | Nicolas Rossard   | 23 maja 1990(dts) (24)         | 183         | Arago de Sète                | L       |
| 21    | Mory Sidibé       | 17 czerwca 1987(dts) (27)      | 193         | Paris Volley                 | P       |

## Iran
- Trener: Slobodan Kovać
- Asystent trenera: Slobodan Prakljacić

| Numer | Imię i nazwisko       | Data urodzenia (wiek)          | Wzrost (cm) | Klub                 | Pozycja |
| ----- | --------------------- | ------------------------------ | ----------- | -------------------- | ------- |
| 1     | Szahram Mahmudi       | 20 lipca 1988(dts) (26)        | 198         | Matin Varna          | A       |
| 2     | Milad Ebadipur        | 17 października 1993(dts) (20) | 202         | Kalleh Mazandaran VC | P       |
| 3     | Saman Fa’ezi          | 23 sierpnia 1991(dts) (23)     | 204         | Paykan Teheran VC    | Ś       |
| 4     | Sa’id Maruf           | 20 października 1985(dts) (28) | 189         | Matin Varna          | R       |
| 5     | Farhad Gha’emi        | 28 sierpnia 1989(dts) (25)     | 197         | Barij Esans Kaszan   | P       |
| 6     | Mohammad Musawi       | 22 sierpnia 1987(dts) (27)     | 203         | Matin Varna          | Ś       |
| 7     | Purija Fajjazi        | 12 stycznia 1993(dts) (21)     | 194         | Szahrdari Urmia      | P       |
| 8     | Farhad Zarif          | 3 marca 1983(dts) (31)         | 165         | Kalleh Mazandaran VC | L       |
| 9     | Adel Gholami          | 9 lutego 1986(dts) (28)        | 195         | Kalleh Mazandaran VC | Ś       |
| 10    | Amir Ghafur           | 6 czerwca 1991(dts) (23)       | 202         | Barij Esans Kaszan   | A       |
| 12    | Modżtaba Mirzadżanpur | 7 października 1991(dts) (22)  | 195         | Paykan Tehran VC     | P       |
| 13    | Mahdi Mahdawi         | 13 lutego 1984(dts) (30)       | 191         | Barij Esans Kaszan   | R       |
| 15    | Armin Taszakkori      | 8 grudnia 1986(dts) (27)       | 200         | Barij Esans Kaszan   | S       |
| 16    | Abdorreza Alizade     | 19 lutego 1987(dts) (27)       | 183         | Szahrdari Urmia      | L       |

## Kamerun
- Trener: Norbert Peter Nonnenbroich
- Asystent trenera: Mayam Reniof Blaise

| Numer | Imię i nazwisko                     | Data urodzenia (wiek)       | Wzrost (cm) | Klub                            | Pozycja |
| ----- | ----------------------------------- | --------------------------- | ----------- | ------------------------------- | ------- |
| 1     | Olivier Nongni Zanguim Mefani       | 9 lutego 1987(dts) (27)     | 200         | Cameroun Sports VB              | Ś       |
| 2     | Ahmed Awal Mbutngam                 | 23 kwietnia 1990(dts) (24)  | 192         | FAP Volleyball                  | R       |
| 3     | Georges Kari Adeke                  | 13 lipca 1981(dts) (33)     | 191         | Mende Volley Lozère             | R       |
| 6     | Sem Dolegombai                      | 18 maja 1990(dts) (24)      | 200         | FAP Volleyball                  | Ś       |
| 7     | Jean Patrice Ndaki Mboulet          | 5 maja 1979(dts) (35)       | 201         | Kuwait SC                       | P/A     |
| 8     | Jean Junior Nyabeye                 | 1 stycznia 1989(dts) (25)   | 190         | Beaucourt-Sochaux VB            | P       |
| 9     | Joseph Herve Kofane Boyomo          | 14 września 1988(dts) (25)  | 206         | Bafia Volleyball Evolution      | Ś       |
| 10    | Maliki Moussa                       | 2 lutego 1978(dts) (36)     | 195         | Vendée Volley-Ball Club         | P       |
| 14    | Nathan Wounembaina                  | 22 listopada 1984(dts) (29) | 198         | Chaumont Volley-Ball 52         | P       |
| 15    | Yvan Arthur Kody Bitjaa             | 25 sierpnia 1991(dts) (23)  | 213         | Volley Tricolore Reggio Emilia  | P       |
| 16    | Alain Fossi Kamto                   | 4 listopada 1980(dts) (33)  | 183         | VBPN Niort                      | L       |
| 17    | Serge Patrice Ag                    | 22 marca 1974(dts) (40)     | 181         | PAD Volleyball                  | R       |
| 18    | David Feughouo                      | 5 maja 1989(dts) (25)       | 206         | Maxéville Nancy Volley Jarville | A       |
| 19    | Geoffroy Frederic Bassige Ba Bindop | 13 czerwca 1984(dts) (30)   | 183         | FAP Volleyball                  | L       |

## Kanada
- Trener: Glenn Hoag
- Asystent trenera: Vincent Pichette

| Numer | Imię i nazwisko      | Data urodzenia (wiek)       | Wzrost (cm) | Klub                       | Pozycja |
| ----- | -------------------- | --------------------------- | ----------- | -------------------------- | ------- |
| 1     | Tyler Sanders        | 14 grudnia 1991(dts) (22)   | 191         | Abiant Lycurgus            | R       |
| 2     | John Perrin          | 17 sierpnia 1989(dts) (25)  | 201         | Arkas Spor Izmir           | P       |
| 3     | Dan Lewis            | 3 kwietnia 1976(dts) (38)   | 189         | ZAKSA Kędzierzyn-Koźle     | L       |
| 5     | Rudy Verhoeff        | 24 czerwca 1989(dts) (25)   | 198         | Chaumont VB 52 Haute-Marne | P       |
| 6     | Justin Duff          | 10 maja 1988(dts) (26)      | 202         | Transfer Bydgoszcz         | Ś       |
| 7     | Dallas Soonias       | 25 kwietnia 1984(dts) (30)  | 200         | Al-Arabi SC                | A       |
| 8     | Adam Simac           | 9 sierpnia 1983(dts) (31)   | 203         | PV Lugano                  | Ś       |
| 9     | Dustin Schneider     | 27 lutego 1985(dts) (29)    | 182         | ZAKSA Kędzierzyn-Koźle     | R       |
| 10    | Toontje Van Lankvelt | 1 lipca 1984(dts) (30)      | 197         | ASUL Lyon Volley           | P       |
| 12    | Gavin Schmitt        | 27 stycznia 1986(dts) (28)  | 208         | Arkas Spor Izmir           | A       |
| 15    | Frederic Winters     | 25 września 1982(dts) (31)  | 195         | Beijing BAIC Motors        | P       |
| 17    | Graham Vigrass       | 17 czerwca 1989(dts) (25)   | 205         | Arago de Sète              | Ś       |
| 18    | Nicholas Hoag        | 19 sierpnia 1992(dts) (22)  | 200         | Tours VB                   | P       |
| 22    | Steven Marshall      | 23 listopada 1989(dts) (24) | 189         | Team Canada                | P       |

## Korea Południowa
- Trener: Park Ki-won
- Asystent trenera: Im Do-hun

| Numer | Imię i nazwisko | Data urodzenia (wiek)         | Wzrost (cm) | Klub                           | Pozycja |
| ----- | --------------- | ----------------------------- | ----------- | ------------------------------ | ------- |
| 1     | Song Myung-geun | 12 marca 1993(dts) (21)       | 195         | OK Saving Bank                 | P       |
| 2     | Han Sun-soo     | 16 grudnia 1985(dts) (28)     | 189         | Korean Army                    | R       |
| 4     | Shin Yung-suk   | 4 października 1986(dts) (27) | 198         | Korean Army                    | Ś       |
| 6     | Lee Min-gyu     | 3 grudnia 1992(dts) (21)      | 194         | OK Saving Bank                 | R       |
| 8     | Park Sang-ha    | 4 kwietnia 1986(dts) (28)     | 198         | Korean Army                    | Ś       |
| 9     | Kwak Seung-suk  | 23 marca 1988(dts) (26)       | 190         | Korean Airlines Co             | P       |
| 10    | Bu Yong-chan    | 30 listopada 1989(dts) (24)   | 175         | LIG Insurance                  | L       |
| 11    | Choi Min-ho     | 28 kwietnia 1988(dts) (26)    | 198         | Hyundai Capital                | Ś       |
| 12    | Jeon Kwang-in   | 18 września 1991(dts) (22)    | 194         | Kepco 45                       | P       |
| 13    | Park Chul-woo   | 25 lipca 1985(dts) (29)       | 198         | Samsung Fire & Marine Insuranc | P       |
| 17    | Seo Jae-duck    | 21 lipca 1989(dts) (25)       | 195         | Kepco 45                       | P       |
| 19    | Jeong Min-su    | 5 października 1991(dts) (22) | 178         | Woori Card                     | L       |

## Kuba
- Trener: Rodolfo Luis Sanchez Sanchez
- Asystent trenera: Victor Andres Garcia Campos

| Numer | Imię i nazwisko                | Data urodzenia (wiek)          | Wzrost (cm) | Klub             | Pozycja |
| ----- | ------------------------------ | ------------------------------ | ----------- | ---------------- | ------- |
| 2     | Inovel Romero Valdes           | 28 stycznia 1995(dts) (19)     | 197         | Ciego De Avila   | P       |
| 3     | Ricardo Norberto Calvo Manzano | 12 października 1996(dts) (17) | 193         | Villa Clara      | R       |
| 4     | Javier Ernesto Jimenez Scull   | 16 listopada 1989(dts) (24)    | 198         | Matanzas         |         |
| 5     | Leandro Macias Infante         | 13 lutego 1990(dts) (24)       | 192         | Santiago de Cuba | R       |
| 6     | Keibel Gutiérrez Torna         | 6 maja 1987(dts) (27)          | 178         | Villa Clara      | L       |
| 8     | Rolando Cepeda Abreu           | 13 marca 1989(dts) (25)        | 198         | Sancti Spiritus  | P       |
| 9     | Livan Osoria Rodriguez         | 5 lutego 1994(dts) (20)        | 201         | Santiago de Cuba |         |
| 12    | Abrahan Alfonso Gavilan        | 23 lutego 1995(dts) (19)       | 197         | La Habana        | U       |
| 13    | David Fiel Rodriguez           | 28 sierpnia 1993(dts) (21)     | 204         | Habana           | Ś       |
| 16    | Isbel Mesa Sandoval            | 2 czerwca 1989(dts) (25)       | 204         | La Habana        |         |
| 17    | Felix Emilio Chapman Piñeiro   | 5 października 1996(dts) (17)  | 198         | Mayabeque        | Ś       |
| 20    | Osmany Santiago Uriarte Mestre | 4 czerwca 1995(dts) (19)       | 197         | Sancti Spiritus  |         |

## Meksyk
- Trener: Sergio Hernandez
- Asystent trenera: Ivan Contreras

| Numer | Imię i nazwisko       | Data urodzenia (wiek)         | Wzrost (cm) | Klub          | Pozycja |
| ----- | --------------------- | ----------------------------- | ----------- | ------------- | ------- |
| 1     | Daniel Vargas         | 1 września 1986(dts) (27)     | 199         | Unam          |         |
| 4     | Gustavo Meyer         | 3 października 1979(dts) (34) | 193         | Unam          | P       |
| 5     | Jesus Rangel          | 20 września 1980(dts) (33)    | 193         | Halcones      | L       |
| 7     | Jorge Quiñones        | 13 listopada 1981(dts) (31)   | 186         | Guanajuato    |         |
| 8     | Edgar Herrera         | 22 stycznia 1988(dts) (26)    | 194         | Cocoteros     |         |
| 9     | Carlos Guerra         | 3 sierpnia 1981(dts) (33)     | 196         | CS Chênois VB | P       |
| 10    | Pedro Rangel          | 16 września 1988(dts) (25)    | 194         | Moerse        | R       |
| 11    | Jorge Barajas         | 7 maja 1991(dts) (23)         | 187         | Tigres        | R       |
| 13    | Samuel Cordova        | 13 marca 1989(dts) (25)       | 200         | Cocoteros     | Ś       |
| 14    | Tomas Aguilera        | 15 listopada 1988(dts) (25)   | 202         | Chihuahua     | Ś       |
| 15    | Martin Petris         | 23 lipca 1990(dts) (24)       | 195         | Halcones      |         |
| 16    | Jesus Alberto Perales | 22 grudnia 1993(dts) (20)     | 200         | Halcones      |         |
| 17    | Nestor Orellana       | 7 stycznia 1992(dts) (22)     | 190         | Tigres        | A       |
| 20    | Julian Duarte         | 19 czerwca 1994(dts) (20)     | 200         | Sonora        |         |

## Niemcy
- Trener: Vital Heynen
- Asystent trenera: Stefan Hübner

| Numer | Imię i nazwisko              | Data urodzenia (wiek)         | Wzrost (cm) | Klub                 | Pozycja |
| ----- | ---------------------------- | ----------------------------- | ----------- | -------------------- | ------- |
| 1     | Christian Fromm              | 15 sierpnia 1990(dts) (24)    | 204         | Sir Safety Perugia   | P       |
| 2     | Markus Steuerwald            | 7 marca 1989(dts) (25)        | 182         | Paris Volley         | L       |
| 3     | Sebastian Schwarz (siatkarz) | 2 października 1985(dts) (28) | 197         | Trefl Gdańsk         | P       |
| 5     | Sebastian Kühner             | 15 marca 1987(dts) (27)       | 203         | SCC Berlin           | R       |
| 6     | Denis Kaliberda              | 24 czerwca 1990(dts) (24)     | 193         | Jastrzębski Węgiel   | P       |
| 7     | Dirk Westphal                | 31 stycznia 1986(dts) (28)    | 203         | Czarni Radom         | P       |
| 8     | Marcus Böhme                 | 25 sierpnia 1985(dts) (29)    | 211         | Fenerbahçe SK        | Ś       |
| 9     | Georg Grozer                 | 27 listopada 1984(dts) (29)   | 200         | Biełogorje Biełgorod | U       |
| 10    | Jochen Schöps                | 8 października 1983(dts) (30) | 200         | Resovia              | U       |
| 11    | Lukas Kampa                  | 29 listopada 1986(dts) (27)   | 196         | Czarni Radom         | R       |
| 12    | Ferdinand Tille              | 8 grudnia 1988(dts) (25)      | 185         | Skra Bełchatów       | L       |
| 15    | Tim Broshog                  | 2 grudnia 1987(dts) (26)      | 205         | Noliko Maaseik       | Ś       |
| 16    | Max Günthör                  | 9 sierpnia 1985(dts) (29)     | 207         | VfB Friedrichshafen  | Ś       |
| 18    | Michael Andrei               | 6 sierpnia 1985(dts) (29)     | 210         | Generali Haching     | Ś       |

## Polska
- Trener: Stéphane Antiga
- Asystent trenera: Philippe Blain

| Numer | Imię i nazwisko    | Data urodzenia (wiek)          | Wzrost (cm) | Klub                   | Pozycja |
| ----- | ------------------ | ------------------------------ | ----------- | ---------------------- | ------- |
| 1     | Piotr Nowakowski   | 18 grudnia 1987(dts) (26)      | 205         | Resovia                | Ś       |
| 2     | Michał Winiarski   | 28 września 1983(dts) (30)     | 200         | Skra Bełchatów         | P       |
| 3     | Dawid Konarski     | 31 sierpnia 1989(dts) (24)     | 198         | Resovia                | A       |
| 5     | Paweł Zagumny      | 18 października 1977(dts) (36) | 200         | ZAKSA Kędzierzyn-Koźle | R       |
| 7     | Karol Kłos         | 8 sierpnia 1989(dts) (25)      | 201         | Skra Bełchatów         | Ś       |
| 8     | Andrzej Wrona      | 27 grudnia 1988(dts) (25)      | 205         | Skra Bełchatów         | Ś       |
| 10    | Mariusz Wlazły     | 4 sierpnia 1983(dts) (31)      | 194         | Skra Bełchatów         | A       |
| 11    | Fabian Drzyzga     | 3 stycznia 1990(dts) (24)      | 196         | Resovia                | R       |
| 13    | Michał Kubiak      | 23 lutego 1988(dts) (26)       | 191         | Halkbank Ankara        | P       |
| 16    | Krzysztof Ignaczak | 15 maja 1978(dts) (36)         | 188         | Resovia                | L       |
| 17    | Paweł Zatorski     | 21 czerwca 1990(dts) (24)      | 184         | ZAKSA Kędzierzyn-Koźle | L       |
| 18    | Marcin Możdżonek   | 9 lutego 1985(dts) (29)        | 211         | ZAKSA Kędzierzyn-Koźle | Ś       |
| 20    | Mateusz Mika       | 21 stycznia 1991(dts) (23)     | 206         | Trefl Gdańsk           | P       |
| 21    | Rafał Buszek       | 28 kwietnia 1987(dts) (27)     | 194         | Resovia                | P       |

## Portoryko
- Trener: David Aleman
- Asystent trenera: Ramon Lawrence

| Numer | Imię i nazwisko   | Data urodzenia (wiek)      | Wzrost (cm) | Klub                        | Pozycja |
| ----- | ----------------- | -------------------------- | ----------- | --------------------------- | ------- |
| 1     | José Rivera       | 2 lipca 1977(dts) (37)     | 192         | Carolina                    | P       |
| 2     | Edgardo Goás      | 27 stycznia 1989(dts) (25) | 197         | AZS Politechnika Warszawska | R       |
| 4     | Dennis Del Valle  | 27 stycznia 1989(dts) (25) | 175         | Guaynabo                    | L       |
| 5     | Roberto Muñiz     | 11 czerwca 1980(dts) (34)  | 196         | Arecibo                     | U       |
| 10    | Ezequiel Cruz     | 15 lipca 1986(dts) (28)    | 193         | Guaynabo                    | P       |
| 11    | Maurice Torres    | 6 lipca 1991(dts) (23)     | 192         | Montpellier UC              |         |
| 12    | Héctor Soto       | 20 czerwca 1978(dts) (36)  | 197         | Guaynabo                    | A       |
| 14    | Mannix Roman      | 17 stycznia 1983(dts) (31) | 190         | Guaynabo                    | Ś       |
| 16    | Jackson Rivera    | 19 sierpnia 1987(dts) (27) | 186         | Guaynabo                    | P       |
| 17    | Pedrito Sierra    | 21 lipca 1989(dts) (25)    | 196         | Fajardo                     |         |
| 19    | Jean Carlos Ortiz | 23 lutego 1988(dts) (26)   | 193         | Guaynabo                    | A       |
| 20    | Fernando Morales  | 4 lutego 1982(dts) (32)    | 186         | Guaynabo                    | R       |

## Rosja
- Trener: Andriej Woronkow
- Asystent trenera: Sergio Busato

| Numer | Imię i nazwisko                | Data urodzenia (wiek)          | Wzrost (cm) | Klub                      | Pozycja |
| ----- | ------------------------------ | ------------------------------ | ----------- | ------------------------- | ------- |
| 2     | Siergiej Makarow               | 28 marca 1980(dts) (34)        | 196         | Kuzbass Kemerowo          | R       |
| 3     | Nikołaj Apalikow               | 26 sierpnia 1982(dts) (32)     | 203         | Zenit Kazań               | Ś       |
| 5     | Siergiej Grankin               | 21 stycznia 1985(dts) (29)     | 195         | Dinamo Moskwa             | R       |
| 7     | Nikołaj Pawłow                 | 22 maja 1982(dts) (32)         | 196         | Gubiernija Niżny Nowogród | A       |
| 8     | Dienis Biriukow                | 8 grudnia 1988(dts) (25)       | 202         | Dinamo Moskwa             | P       |
| 9     | Aleksiej Spiridonow (siatkarz) | 26 czerwca 1988(dts) (26)      | 196         | Zenit Kazań               | P       |
| 10    | Siergiej Sawin                 | 7 października 1988(dts) (25)  | 201         | Gubiernija Niżny Nowogród | P       |
| 11    | Andriej Aszczew                | 10 maja 1983(dts) (31)         | 202         | Zenit Kazań               | Ś       |
| 13    | Dmitrij Muserski               | 29 października 1988(dts) (25) | 218         | Biełogorje Biełgorod      | Ś       |
| 14    | Artiom Wolwicz                 | 22 stycznia 1990(dts) (24)     | 208         | Lokomotiw Nowosybirsk     | Ś       |
| 15    | Dmitrij Iljinych               | 31 stycznia 1987(dts) (27)     | 201         | Biełogorje Biełgorod      | U       |
| 18    | Pawieł Moroz                   | 26 lutego 1987(dts) (27)       | 205         | Lokomotiw Nowosybirsk     | A       |
| 20    | Artiom Jermakow                | 16 marca 1982(dts) (32)        | 188         | Dinamo Moskwa             | L       |
| 21    | Walentin Gołubiew              | 3 maja 1992(dts) (22)          | 190         | Lokomotiw Nowosybirsk     | L       |

## Serbia
- Trener: Igor Kolaković
- Asystent trenera: Strahinja Kozić

| Numer | Imię i nazwisko         | Data urodzenia (wiek)          | Wzrost (cm) | Klub                      | Pozycja |
| ----- | ----------------------- | ------------------------------ | ----------- | ------------------------- | ------- |
| 1     | Nikola Kovačević        | 14 lutego 1983(dts) (31)       | 193         | Calzedonia Werona         | P       |
| 2     | Uroš Kovačević          | 6 maja 1993(dts) (21)          | 197         | Casa Modena               | P       |
| 3     | Marko Ivović            | 22 grudnia 1990(dts) (23)      | 192         | Resovia                   | P       |
| 4     | Nemanja Petrić          | 28 lipca 1987(dts) (27)        | 202         | Casa Modena               | P       |
| 5     | Vlado Petković          | 6 stycznia 1983(dts) (31)      | 198         | Szahrdari Urmia           | R       |
| 7     | Dragan Stanković        | 18 października 1985(dts) (28) | 205         | Lube Banca Macerata       | Ś       |
| 9     | Nikola Jovović          | 13 lutego 1992(dts) (22)       | 197         | VfB Friedrichshafen       | R       |
| 10    | Miloš Nikić             | 31 marca 1986(dts) (28)        | 194         | Gubiernija Niżny Nowogród | P       |
| 14    | Aleksandar Atanasijević | 4 września 1991(dts) (22)      | 200         | Sir Safety Perugia        | A       |
| 15    | Saša Starović           | 19 października 1988(dts) (25) | 207         | Andreoli Latina           | A       |
| 17    | Neven Majstorović       | 17 marca 1989(dts) (25)        | 192         | OK Partizan               | L       |
| 18    | Marko Podraščanin       | 29 sierpnia 1987(dts) (27)     | 204         | Lube Banca Macerata       | Ś       |
| 19    | Nikola Rosić            | 5 sierpnia 1984(dts) (30)      | 192         | Tomis Konstanca           | L       |
| 20    | Srećko Lisinac          | 17 maja 1992(dts) (22)         | 205         | Skra Bełchatów            | Ś       |

## Stany Zjednoczone
- Trener: John Speraw
- Asystent trenera: Matthew Fuerbringer

| Numer | Imię i nazwisko    | Data urodzenia (wiek)       | Wzrost (cm) | Klub                              | Pozycja |
| ----- | ------------------ | --------------------------- | ----------- | --------------------------------- | ------- |
| 1     | Matthew Anderson   | 18 kwietnia 1987(dts) (27)  | 202         | Zenit Kazań                       | A       |
| 3     | Taylor Sander      | 17 marca 1992(dts) (22)     | 196         | Blu Volley Werona                 | P       |
| 4     | David Lee          | 8 marca 1982(dts) (32)      | 203         | Lokomotiw Nowosybirsk             | Ś       |
| 6     | Paul Lotman        | 3 listopada 1985(dts) (28)  | 200         | Resovia                           | P       |
| 7     | Kawika Shoji       | 11 listopada 1987(dts) (26) | 190         | SCC Berlin                        | R       |
| 10    | Antonio Ciarelli   | 13 kwietnia 1990(dts) (24)  | 183         | University of Southern California | P       |
| 11    | Micah Christenson  | 8 maja 1993(dts) (21)       | 198         | University of Southern California | R       |
| 15    | Carson Clark       | 20 stycznia 1989(dts) (25)  | 205         | Transfer Bydgoszcz                | A       |
| 17    | Maxwell Holt       | 12 marca 1987(dts) (27)     | 205         | Dinamo Moskwa                     | Ś       |
| 18    | Garrett Muagututia | 26 lutego 1988(dts) (26)    | 205         | Transfer Bydgoszcz                | P       |
| 19    | Alfredo Reft       | 15 grudnia 1982(dts) (31)   | 178         | University of Southern California | L       |
| 20    | David Smith        | 15 maja 1985(dts) (29)      | 201         | Tours VB                          | Ś       |
| 21    | Nick Vogel         | 5 lutego 1990(dts) (24)     | 205         | VfB Friedrichshafen               | S       |
| 22    | Erik Shoji         | 24 sierpnia 1989(dts) (24)  | 205         | SCC Berlin                        | L       |

## Tunezja
- Trener: Fethi Mkaouar
- Asystent trenera: Riadh Hedhili

| Numer | Imię i nazwisko               | Data urodzenia (wiek)      | Wzrost (cm) | Klub        | Pozycja |
| ----- | ----------------------------- | -------------------------- | ----------- | ----------- | ------- |
| 2     | Ahmed Kadhi                   | 19 kwietnia 1989(dts) (25) | 199         | E.S.Sahel   | Ś       |
| 4     | Marouen Garci                 | 21 marca 1988(dts) (26)    | 197         | E.S.Sahel   | A       |
| 5     | Samir Sellami                 | 13 lipca 1977(dts) (37)    | 195         | C.S.Sfaxien | R       |
| 6     | Mohamed Ali Ben Othmen Miladi | 12 maja 1991(dts) (23)     | 188         | C.O.Kélibia | U       |
| 7     | Elyes Karamosli               | 22 sierpnia 1989(dts) (25) | 198         | E.S.Tunis   |         |
| 10    | Hamza Nagga                   | 29 maja 1990(dts) (24)     | 191         | E.S.Sahel   |         |
| 11    | Ismail Moalla                 | 30 stycznia 1990(dts) (24) | 195         | C.S.Sfaxien | U       |
| 12    | Anouer Taouerghi              | 17 sierpnia 1983(dts) (31) | 178         | C.S.Sfaxien | L       |
| 15    | Hichem Kaabi                  | 13 września 1986(dts) (27) | 194         | E.S.Tunis   | A       |
| 16    | Khaled Ben Slimene            | 14 grudnia 1994(dts) (19)  | 193         | C.O.Kélibia |         |
| 20    | Omar Agrebi                   | 26 sierpnia 1992(dts) (22) | 205         | C.S.Sfaxien |         |
| 21    | Nabil Miladi                  | 28 lutego 1988(dts) (26)   | 196         | E.S.Tunis   | Ś       |

## Wenezuela
- Trener: Vincenzo Nacci
- Asystent trenera: Ivan Nieto

| Numer | Imię i nazwisko                | Data urodzenia (wiek)      | Wzrost (cm) | Klub             | Pozycja |
| ----- | ------------------------------ | -------------------------- | ----------- | ---------------- | ------- |
| 1     | Regulo Alberto Briceno         | 13 lutego 1989(dts) (25)   | 175         | Aragua           |         |
| 3     | Fernando González              | 30 czerwca 1989(dts) (25)  | 194         | Chubut Voley     | A       |
| 4     | Héctor Mata                    | 27 stycznia 1993(dts) (21) | 179         | Anzoátegui       |         |
| 5     | Emerson Rodríguez              | 2 lutego 1993(dts) (21)    | 202         | Distrito Capital | P       |
| 6     | Carlos Paez                    | 9 listopada 1991(dts) (22) | 192         | Carabobo         |         |
| 8     | Hector Salerno                 | 18 czerwca 1991(dts) (23)  | 196         | Aragua           |         |
| 9     | José Carrasco                  | 20 maja 1989(dts) (25)     | 195         | Yaracuy          |         |
| 10    | Kervin Piñerua                 | 22 lutego 1991(dts) (23)   | 191         | Miranda          | P       |
| 11    | Ernardo Gómez                  | 30 lipca 1982(dts) (32)    | 195         | Toyoda Gosei     | P       |
| 12    | Jhoser Contreras               | 4 kwietnia 1991(dts) (23)  | 191         | Zulia            |         |
| 13    | Jesus Danian Chourio Pirela    | 2 stycznia 1991(dts) (23)  | 201         | Zulia            |         |
| 14    | Maximo Antonio Montoya Martine | 26 czerwca 1989(dts) (25)  | 198         | Apure            |         |
| 17    | Daniel Escobar                 | 10 lipca 1990(dts) (24)    | 202         | Miranda          |         |
| 18    | Fredy Ramon Cedeno Marquez     | 10 września 1981(dts) (32) | 205         | Unicaja Almeria  | Ś       |

## Włochy
- Trener: Mauro Berruto
- Asystent trenera: Andrea Brogioni

| Numer | Imię i nazwisko    | Data urodzenia (wiek)          | Wzrost (cm) | Klub                 | Pozycja |
| ----- | ------------------ | ------------------------------ | ----------- | -------------------- | ------- |
| 2     | Jiří Kovář         | 10 kwietnia 1989(dts) (25)     | 202         | Lube Banca Macerata  | P       |
| 3     | Simone Parodi      | 16 czerwca 1986(dts) (28)      | 196         | Lube Banca Macerata  | P       |
| 4     | Luca Vettori       | 26 kwietnia 1991(dts) (23)     | 200         | Casa Modena          | A       |
| 7     | Salvatore Rossini  | 13 lipca 1986(dts) (28)        | 185         | Casa Modena          | L       |
| 9     | Ivan Zaytsev       | 2 października 1988(dts) (25)  | 202         | Dinamo Moskwa        | A       |
| 10    | Filippo Lanza      | 3 marca 1991(dts) (23)         | 198         | Trentino Volley      | P       |
| 11    | Simone Buti        | 19 września 1983(dts) (30)     | 206         | Sir Safety Perugia   | Ś       |
| 13    | Dragan Travica     | 28 sierpnia 1986(dts) (28)     | 200         | Biełogorje Biełgorod | R       |
| 14    | Matteo Piano       | 24 października 1990(dts) (23) | 208         | Casa Modena          | Ś       |
| 15    | Emanuele Birarelli | 8 lutego 1981(dts) (33)        | 202         | Trentino Volley      | Ś       |
| 16    | Michele Baranowicz | 5 sierpnia 1989(dts) (25)      | 196         | Lube Banca Macerata  | R       |
| 18    | Giulio Sabbi       | 10 sierpnia 1989(dts) (25)     | 201         | Lube Banca Macerata  | A       |
| 19    | Simone Anzani      | 24 lutego 1992(dts) (22)       | 204         | Blu Volley Werona    | Ś       |
| 20    | Massimo Colaci     | 21 lutego 1985(dts) (29)       | 180         | Trentino Volley      | L       |